# Gornje Lopiže
Gornje Lopiže (em cirílico: Горње Лопиже) é uma vila da Sérvia localizada no município de Sjenica, pertencente ao distrito de Zlatibor. A sua população era de 40 habitantes segundo o censo de 2011.

## Demografia
| 1948 | 1953 | 1961 | 1971 | 1981 | 1991 | 2002 | 2011 |
| ---- | ---- | ---- | ---- | ---- | ---- | ---- | ---- |
| 298  | 298  | 294  | 243  | 169  | 105  | 57   | 40   |